# Rząd Turcji
Rząd Turcji (tur. Bakanlar Kurulu) - organ sprawujący władzę wykonawczą w Turcji. W skład rządu wchodzili premier oraz ministrowie poszczególnych departamentów. Ministrów na swój urząd desygnował prezydent, który musiał zaakceptować danego kandydata zaproponowanego przez premiera.
W wyniku zmian przyjętych 16 kwietnia 2017 r. na podstawie Ustawy nr 6671 z dnia 21 stycznia 2017 r., system parlamentarny został w Turcji zastąpiony systemem prezydenckim. Zgodnie z art. 8  znowelizowanej Ustawy Zasadniczej z 1982 r. władza i funkcja wykonawcza przewidziane w Konstytucji oraz w ustawach, przynależą i są sprawowane przez Prezydenta Republiki, który przejął uprawnienia prezesa rady ministrów.